# Acasta semota
Acasta semota is een zeepokkensoort uit de familie van de Balanidae.